# Policarpo Ribeiro de Oliveira
Policarpo Ribeiro de Oliveira, genannt Poly, (* 26. Januar 1909 in Conceição de Macabu, RJ; † 13. August 1986 in Campos dos Goytacazes) war ein brasilianischer Fußballnationalspieler.
Poly spielte ausschließlich beim Americano FC aus Campos dos Goytacazes. Hier war er zehn Jahre tätig. Er war Mitglied des Teams bei der Fußball-Weltmeisterschaft 1930 und kam beim Spiel gegen Jugoslawien am 14.07. zum Einsatz (1:2-Niederlage). Darüber hinaus sind keine Einsätze für die Nationalmannschaft nachgewiesen.